# Broyeur d'évier
Pour les articles homonymes, voir Broyeur.

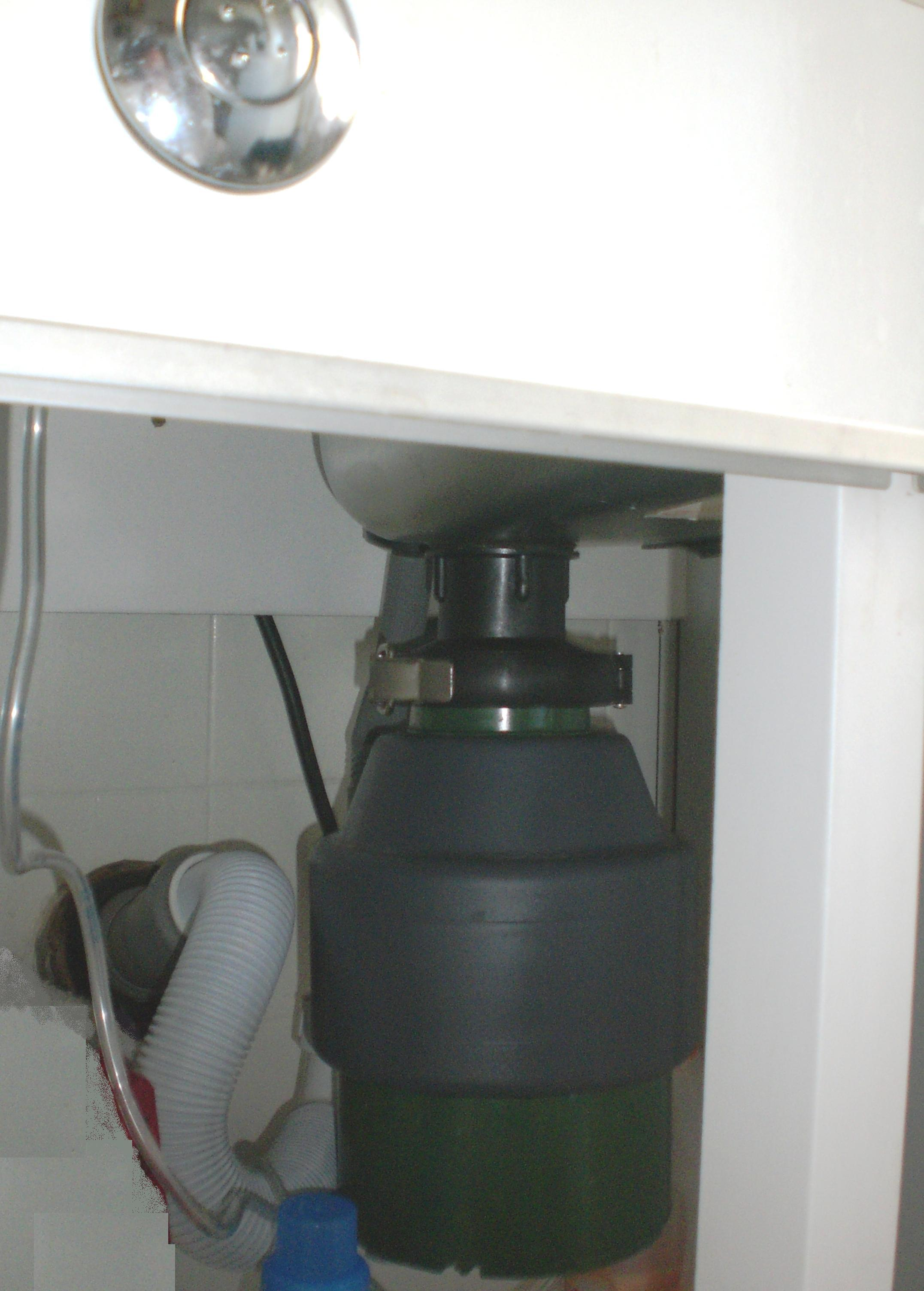

Un broyeur d'évier appelé aussi broyeur de cuisine ou broyeur de déchets alimentaires est un équipement placé sous l'évier qui permet de broyer les déchets organiques en les évacuant ensuite dans le système d'épuration.
Il est installé à la place de la bonde et relie le système des eaux usées par un raccord classique de plomberie. Les déchets évacués ne font plus que 2 mm au maximum.
Les broyeurs d'éviers sont très largement utilisés en Amérique du Nord, en Grande-Bretagne, au Japon et en Chine.
Testés en France dès l'entre-deux guerres, les broyeurs d'évier sont recommandés par le Ministère de la Reconstruction et de l'Urbanisme en 1950, mais se développent peu en France.

## Avantages
Les broyeurs pulvérisent les déchets organiques en fines particules qui sont ensuite éliminées avec les eaux usées. Le fait de pulvériser les déchets dégage de l’eau de ceux-ci. Or, l’eau contenue dans les déchets organiques en représente environ 80 %.[non neutre]

## Inconvénients
Le broyeur d'évier consomme de l'électricité et de l'eau. L'utilisation d'un broyeur d'évier nécessite que l'utilisateur s'astreigne à n'introduire que des éléments organiques à l'exclusion de tout plastique, métal ou résidu chimique susceptibles de polluer ou réduire l'efficacité des systèmes d'épuration collectifs ou individuels.
L'installation de broyeurs d'évier peut dégrader le fonctionnement les réseaux hydrauliques, dans la mesure où ils augmentent le risque de formation de dépôts et peuvent surcharger les stations de traitement des eaux usées. Du côté domestique, ces dépôts peuvent entraîner des blocages fréquents dans les canalisations domestiques et nécessiter des interventions plus régulières. De plus, les dépôts graisseux et les résidus solides peuvent endommager les équipements de plomberie et réduire leur efficacité au fil du temps.

## Les broyeurs dans le monde

### En France
Réglementation française
« Règlement Sanitaire Départemental, Titre IV, section 1: ARTICLE 83 BROYEURS D'ORDURES.
L'évacuation dans les ouvrages d'assainissement après broyage dans une installation individuelle, collective ou industrielle, de déchets ménagers est interdite.
Cependant, lorsqu’il s'agit d'une installation de nature exclusivement ménagère, des dérogations peuvent être accordées, par le préfet sur proposition du directeur départemental des affaires sanitaires et sociales après accord du service chargé de l'exploitation des ouvrages d'assainissement.
Cette dérogation ne peut être accordée que si les caractéristiques des ouvrages d'assainissement publics ou privés concernés sont calculées pour assurer l'évacuation et le traitement des déchets en cause. » 
Le Code de l'Environnement, dans son article L.541-1, indique que « Le développement d'installations de broyeurs d'évier de déchets ménagers organiques peut faire partie de ces expérimentations. »